# Independent Spirit a la millor pel·lícula
El Premi Independent Spirit a la millor pel·lícula és un dels premis cinematogràfics dels Premis Independent Spirit que recompensa la millor pel·lícula independent estatunidenca. El guardó s'entrega cada any des de 1985.

## Pel·lícules nominades i guanyadores

### Dècada del 1980
- 1985: Quina nit! (Warner Bros.) - Martin Scorsese
  - Sang fàcil (Universal) - Joel Coen i Ethan Coen
  - Smooth Talk - Joyce Chopra
  - The Trip to Bountiful - Peter Masterson
- 1986: Platoon (Orion) - Oliver Stone
  - Vellut blau - David Lynch
  - Sota el pes de la llei - Jim Jarmusch
  - On Valentine's Day
  - Salvador - Oliver Stone
  - Compta amb mi (Columbia) - Rob Reiner
- 1987: River's Edge (Island Pictures) - Tim Hunter
  - The Big Easy - Jim McBride
  - Els dublinesos - John Huston
  - Matewan - John Sayles
  - Swimming to Cambodia - Jonathan Demme
  - Tough Guys Don't Dance (Cannon) - Norman Mailer
- 1988: Lliçons inoblidables (Warner Bros.) - Ramon Menendez
  - Hairspray (New Line Cinema) - John Waters
  - Patti Rocks - David Burton Morris
  - The Thin Blue Line - Errol Morris
  - Torch Song Trilogy (New Line Cinema) - Paul Bogart
- 1989: Sexe, mentides i cintes de vídeo (Miramax) - Steven Soderbergh
  - Drugstore Cowboy - Gus Van Sant
  - Heat and Sunlight - Rob Nilsson
  - Mystery Train - Jim Jarmusch
  - True Love - Nancy Savoca

### Dècada del 1990
- 1990: Els estafadors (Miramax) - Stephen Frears
  - Henry: retrat d'un assassí en sèrie - John McNaughton
  - The Plot Against Harry - Michael Roemer
  - Rebel·lió a les ones (New Line Cinema) - Allan Moyle
  - To Sleep with Anger - Charles Burnett
- 1991: El preu de l'ambició - Martha Coolidge
  - City of Hope - John Sayles
  - Hangin' with the Homeboys - Joseph Vasquez
  - Homicide - David Mamet
  - My Own Private Idaho (Fine Line Features) - Gus Van Sant
- 1992: El joc de Hollywood (Fine Line Features) - Robert Altman
  - Bad Lieutenant - Abel Ferrara
  - Gas Food Lodging - Allison Anders
  - Mississippi Masala - Mira Nair
  - One False Move - Carl Franklin
- 1993: Vides encreuades (Fine Line Features) - Robert Altman
  - Equinox - Alan Rudolph
  - Much Ado About Nothing (Samuel Goldwyn Company) - Kenneth Branagh
  - Ruby in Paradise - Victor Nuñez
  - The Wedding Banquet - Ang Lee
- 1994: Pulp Fiction (Miramax) - Quentin Tarantino
  - Bales sobre Broadway (Miramax) - Woody Allen
  - Eat Drink Man Woman - Ang Lee
  - La senyora Parker i el cercle viciós (Fine Line Features) - Alan Rudolph
  - Wes Craven's New Nightmare (New Line Cinema) - Wes Craven
- 1995: Leaving Las Vegas (United Artists) - Mike Figgis
  - The Addiction - Abel Ferrara
  - Living in Oblivion - Tom DiCillo
  - Safe - Todd Haynes
  - The Secret of Roan Inish (Sony Pictures Classics) - John Sayles
- 1996: Fargo (PolyGram) - Joel Coen i Ethan Coen
  - Dead Man (Miramax) - Jim Jarmusch
  - The Funeral - Abel Ferrara
  - Lone Star (Columbia / Castle Rock) - John Sayles
  - Welcome to the Dollhouse (Sony Pictures Classics) - Todd Solondz
- 1997: The Apostle (October Films) - Robert Duvall
  - Chasing Amy (Miramax) - Kevin Smith
  - Loved - Erin Dignam
  - Ulee's Gold (Orion) - Victor Nuñez
  - Waiting for Guffman (Columbia / Castle Rock) - Christopher Guest
- 1998: Gods and Monsters - Bill Condon
  - Aflicció - Paul Schrader
  - Claire Dolan - Lodge Kerrigan
  - La filla d'un soldat no plora mai - James Ivory
  - Velvet Goldmine - Todd Haynes
- 1999: Election (Paramount) - Alexander Payne
  - Cookie's Fortune (October Films) - Robert Altman
  - The Limey - Steven Soderbergh
  - Una història de debò (Disney) - David Lynch
  - Sugar Town - Allison Anders

### Dècada del 2000
- 2000: Tigre i drac (Sony Pictures Classics) - Ang Lee
  - Before Night Falls - Julian Schnabel
  - George Washington - David Gordon Green
  - Ghost Dog: The Way of the Samurai - Jim Jarmusch
  - Rèquiem per un somni (Artisan) - Darren Aronofsky
- 2001: Memento - Christopher Nolan
  - Hedwig and the Angry Inch - John Cameron Mitchell
  - L.I.E. - Michael Cuesta
  - Things Behind the Sun - Allison Anders
  - Waking Life - Richard Linklater
- 2002: Lluny del cel - Todd Haynes
  - The Good Girl - Miguel Arteta
  - Lovely & Amazing - Nicole Holofcener
  - Secretary - Steven Shainberg
  - Tully - Hilary Birmingham
- 2003: Lost in Translation (Focus Features) - Sofia Coppola
  - American Splendor - Shari Springer Berman
  - In America (Fox Searchlight) - Jim Sheridan
  - Raising Victor Vargas - Peter Sollett
  - Shattered Glass - Billy Ray
- 2004: Entre copes (Fox Searchlight) - Alexander Payne
  - Baadasssss! - Mario Van Peebles
  - Kinsey (Fox Searchlight) - Bill Condon
  - María, llena eres de gracia - Joshua Marston
  - Primer - Shane Carruth
- 2005: Brokeback Mountain (Focus Features) - Ang Lee
  - Capote (Sony Pictures Classics) - Bennett Miller
  - Bona nit i bona sort (Warner Independent) - George Clooney
  - Una història de Brooklyn - Noah Baumbach
  - The Three Burials of Melquiades Estrada - Tommy Lee Jones
- 2006: Petita Miss Sunshine (Fox Searchlight) - Jonathan Dayton i Valerie Faris
  - American Gun - Aric Avelino
  - The Dead Girl - Karen Moncrieff
  - Half Nelson - Ryan Fleck
  - El laberinto del fauno - Guillermo Del Toro
- 2007: Juno (Fox Searchlight) - Jason Reitman
  - Le Scaphandre et le Papillon - Julian Schnabel
  - I'm Not There - Todd Haynes
  - A Mighty Heart - Michael Winterbottom
  - Paranoid Park - Gus van Sant
- 2008: El lluitador (Fox Searchlight) - Darren Aronofsky
  - Ballast - Lance Hammer
  - Frozen River - Courtney Hunt
  - La boda de la Rachel - Jonathan Demme
  - Wendy and Lucy - Kelly Reichardt
- 2009: Precious (Lionsgate) - Lee Daniels
  - (500) Days of Summer (Fox Searchlight) - Marc Webb
  - Amreeka - Cherien Dabis
  - L'última estació - Michael Hoffman
  - Sin Nombre - Cary Joji Fukunaga

### Dècada del 2010
| Any  | Pel·lícula                    | Títol original                                  | Direcció                         |
| ---- | ----------------------------- | ----------------------------------------------- | -------------------------------- |
| 2010 | El cigne negre                | Black Swan                                      | Darren Aronofsky                 |
| 2010 | 127 hores                     | 127 Hours                                       | Danny Boyle                      |
| 2010 | Greenberg                     | Greenberg                                       | Noah Baumbach                    |
| 2010 | Els nois estan bé             | The Kids Are All Right                          | Lisa Cholodenko                  |
| 2010 | Winter's Bone                 | Winter's Bone                                   | Debra Granik                     |
| 2011 | The Artist                    | The Artist                                      | Michel Hazanavicius              |
| 2011 | 50/50                         | 50/50                                           | Jonathan Levine                  |
| 2011 | Beginners                     | Beginners                                       | Mike Mills                       |
| 2011 | The Descendants               | The Descendants                                 | Alexander Payne                  |
| 2011 | Drive                         | Drive                                           | Nicolas Winding Refn             |
| 2011 | Take Shelter                  | Take Shelter                                    | Jeff Nichols                     |
| 2012 | La part positiva de les coses | Silver Linings Playbook                         | David O. Russell                 |
| 2012 | Bèsties del sud salvatge      | Beasts of the Southern Wild                     | Benh Zeitlin                     |
| 2012 | Bernie                        | Bernie                                          | Richard Linklater                |
| 2012 | Keep the Lights On            | Keep the Lights On                              | Ira Sachs                        |
| 2012 | Moonrise Kingdom              | Moonrise Kingdom                                | Wes Anderson                     |
| 2013 | 12 anys d'esclavitud          | 12 Years a Slave                                | Steve McQueen                    |
| 2013 | All Is Lost                   | All Is Lost                                     | J. C. Chandor                    |
| 2013 | Frances Ha                    | Frances Ha                                      | Noah Baumbach                    |
| 2013 | Inside Llewyn Davis           | Inside Llewyn Davis                             | Joel Coen and Ethan Coen         |
| 2013 | Nebraska                      | Nebraska                                        | Alexander Payne                  |
| 2014 | Birdman                       | Birdman or (The Unexpected Virtue of Ignorance) | Alejandro G. Iñárritu            |
| 2014 | Boyhood                       | Boyhood                                         | Richard Linklater                |
| 2014 | Love Is Strange               | Love Is Strange                                 | Ira Sachs                        |
| 2014 | Selma                         | Selma                                           | Ava DuVernay                     |
| 2014 | Whiplash                      | Whiplash                                        | Damien Chazelle                  |
| 2015 | Spotlight                     | Spotlight                                       | Tom McCarthy                     |
| 2015 | Anomalisa                     | Anomalisa                                       | Charlie Kaufman and Duke Johnson |
| 2015 | Beasts of No Nation           | Beasts of No Nation                             | Cary Joji Fukunaga               |
| 2015 | Carol                         | Carol                                           | Todd Haynes                      |
| 2015 | Tangerine                     | Tangerine                                       | Sean Baker                       |
| 2016 | Moonlight                     | Moonlight                                       | Barry Jenkins                    |
| 2016 | American Honey                | American Honey                                  | Andrea Arnold                    |
| 2016 | Chronic                       | Chronic                                         | Michel Franco                    |
| 2016 | Jackie                        | Jackie                                          | Pablo Larraín                    |
| 2016 | Manchester by the Sea         | Manchester by the Sea                           | Kenneth Lonergan                 |
| 2017 | Get Out                       | Get Out                                         | Jordan Peele                     |
| 2017 | Digue'm pel teu nom           | Call Me by Your Name                            | Luca Guadagnino                  |
| 2017 | The Florida Project           | The Florida Project                             | Sean Baker                       |
| 2017 | Lady Bird                     | Lady Bird                                       | Greta Gerwig                     |
| 2017 | The Rider                     | The Rider                                       | Chloé Zhao                       |
| 2018 | El blues de Beale Street      | If Beale Street Could Talk                      | Barry Jenkins                    |
| 2018 | Eighth Grade                  | Eighth Grade                                    | Bo Burnham                       |
| 2018 | El reverend                   | First Reformed                                  | Paul Schrader                    |
| 2018 | Leave No Trace                | Leave No Trace                                  | Debra Granik                     |
| 2018 |                               | You Were Never Really Here                      | Lynne Ramsay                     |
| 2019 | The Farewell                  | The Farewell                                    | Lulu Wang                        |
| 2019 | A Hidden Life                 | A Hidden Life                                   | Terrence Malick                  |
| 2019 |                               | Clemency                                        | Chinonye Chukwu                  |
| 2019 | Marriage Story                | Marriage Story                                  | Noah Baumbach                    |
| 2019 |                               | Uncut Gems                                      | Benny Safdie and Joshua Safdie   |

### Dècada del 2020
| Any  | Pel·lícula                          | Títol original                    | Direcció                       |
| ---- | ----------------------------------- | --------------------------------- | ------------------------------ |
| 2020 | Nomadland                           | Nomadland                         | Chloé Zhao                     |
| 2020 | First Cow                           | First Cow                         | Kelly Reichardt                |
| 2020 |                                     | Ma Rainey's Black Bottom          | George C. Wolfe                |
| 2020 | Minari: Història de la meva família | Minari                            | Lee Isaac Chung                |
| 2020 | Never Rarely Sometimes Always       | Never Rarely Sometimes Always     | Eliza Hittman                  |
| 2021 | La filla obscura                    | The Lost Daughter                 | Maggie Gyllenhaal              |
| 2021 | A Chiara                            | A Chiara                          | Jonas Carpignano               |
| 2021 |                                     | C’mon C’mon                       | Mike Mills                     |
| 2021 | L'aspirant                          | The Novice                        | Lauren Hadaway                 |
| 2021 | Zola                                | Zola                              | Janicza Bravo                  |
| 2022 | Tot a la vegada a tot arreu         | Everything Everywhere All at Once | Daniel Kwan i Daniel Scheinert |
| 2022 | Bones and All                       | Bones and All                     | Luca Guadagnino                |
| 2022 |                                     | Our Father, the Devil             | Ellie Foumbi                   |
| 2022 | Tár                                 | Tár                               | Todd Field                     |
| 2022 | Elles parlen                        | Women Talking                     | Sarah Polley                   |